# Kurtulmak
Kurtulmak, lo spietato dio dei coboldi, è una divinità immaginaria nel gioco di ruolo Dungeons & Dragons. 

## Caratteristiche
Kurtulmak è un dio xenofobo ed imperialista, odiato da molti dei e disprezzato da altrettanti fedeli. È il primo coboldo mai esistito e creatore di tutti i coboldi, che lo venerano come un condottiero divino. Secondo le leggende, scese in battaglia nella notte dei tempi per aiutare i coboldi a sconfiggere i Draghi puri, ma fu vinto. 
Garl Glittergold, dio gnomesco degli scherzi, distrusse la grotta di Kurtulmak con l'intento di fare uno scherzo, ma Kurtulmak si infuriò e maledisse lui e la sua razza, facendo uccidere tanti re gnomi. Da allora Kurtulmak e Garl sono nemici giurati. L'odio della divinità per gli spiritelli è giustificato dalla guerra che esiste tra coboldi e tale razza. Kurtulmak ha infine anche un rancore verso i Draghi puri che hanno tolto ai draconici inferiori, tra cui vi sono anche i coboldi, il primato di stirpe draconica superiore.
Kurtulmak odia tutti gli umanoidi ad eccezione dei coboldi, con un disprezzo particolare per gli spiritelli e gnomi. Kurtulmak è un dio legale malvagio ma può essere venerato anche da coboldi di diverso allineamento.

## Essere un fedele di Kurtulmak (Giochi di ruolo)
Kurtulmak ritiene degni di venerarlo solo i coboldi. Se il personaggio che sceglie Kurtulmak come divinità ed è uno spiritello o uno Gnomo, gli effetti possono essere nocivi, in quanto Kurtulmak, così come i coboldi, odia in modo particolare queste due razze. Nel primo caso, la maledizione del dio è un fastidio: un paio di coboldi attaccano lo spiritello e creano altri piccoli fastidi. Nel secondo caso invece la maledizione del dio draconico è tremenda: il personaggio muore all'istante. L'unica razza che trae benefici credendo in Kurtulmak è quella dei coboldi, che già a livelli medio-alti ricevono incantesimi di benedizione di basso potere. 
Kurtulmak non possiede veri santuari o capelle, ma grotte che vengono usate dai coboldi come luoghi di culto, dove vi sono statue a lui dedicate e vittime, spesso gnomi, che vengono sacrificate in suo onore. Il dio è rappresentato come una lucertola umanoide armata fino ai denti, con un'armatura spesso insanguinata.